# فابيانو سواريس بيسوا
فابيانو سواريس بيسوا (بالبرتغالية: Fabiano Soares Pessoa‏) هو لاعب كرة قدم ومدرب كرة قدم برازيلي في مركز الوسط، ولد في 10 يونيو 1966 في ريو دي جانيرو في البرازيل. لعب مع بوتافوغو ريغاتاس وراسينغ فيرول وسيلتا فيغو ونادي كروزيرو ونادي كومبوستيلا.

## وصلات خارجية
- فابيانو سواريس بيسوا على موقع دوري كوريا الجنوبية (الإنجليزية)
- فابيانو سواريس بيسوا على موقع قاعدة بيانات كرة القدم.إي يو (الإنجليزية)
- فابيانو سواريس بيسوا على موقع Soccerway.com (الإنجليزية)
- فابيانو سواريس بيسوا على موقع عالم كرة القدم.نت (الإنجليزية)